# نیمه‌عمر (مجموعه)
نیمه‌عمر (به انگلیسی: Half-Life) عنوان یک مجموعه بازی ویدئویی علمی تخیلی همراه با تاریخ متناوب می‌باشد. تمام نسخه‌های این مجموعه در سبک تیراندازی اول شخص می‌باشند و موتور گرافیکی آن‌ها گولدسورس یا سورس است، و این سری دارای داستانی خطی و به صورت تک‌نفره انجام می‌شود. سازنده این سری شرکت ولو است که تا قسمتی نیز نقش ناشر و توزیع‌کننده را ایفا می‌کند. در تمام نسخه‌های بازی شخصیت اصلی شخصی به نام گوردون فریمن می‌باشد، او یک فیزیکدان نظری است که توسط مرکز تحقیقات بلک میسا استخدام شده‌است.
دو بازی اصلی این سری شامل نیمه‌عمر و نیمه‌عمر ۲ است و دو قسمت جانبی نیز با نام‌های نیمه‌عمر ۲: قسمت نخست و نیمه‌عمر ۲: قسمت دوم به صورت بازی کوتاه هستند. نیمه‌عمر ۲: قسمت سوم نیز قرار بود در سال ۲۰۰۷ ظاهر شود، اما هنوز هیچ تاریخ رسمی برای زمان انتشار آن مشخص نشده‌است. در سال ۲۰۲۰، و پس از سال‌ها تأمل، ولو بازی پرچمدار و واقعیت مجازی خود تحت عنوان نیمه‌عمر: الیکس منتشر کرد که وقایع آن قبل از نیمه‌عمر ۲ روایت می‌شود.